# Sirsjön (Nordmarks socken, Värmland)
Sirsjön är en sjö i Filipstads kommun och Hagfors kommun i Värmland och ingår i Göta älvs huvudavrinningsområde. Sjön är 16 meter djup, har en yta på 0,504 kvadratkilometer och befinner sig 234 meter över havet. Sjön avvattnas av vattendraget Timsälven (Nordmarksälven).

## Delavrinningsområde
Sirsjön ingår i det delavrinningsområde (664629-139528) som SMHI kallar för Utloppet av Sirsjön. Medelhöjden är 300 meter över havet och ytan är 11,84 kvadratkilometer. Räknas de 7 avrinningsområdena uppströms in blir den ackumulerade arean 46,21 kvadratkilometer. Timsälven (Nordmarksälven) som avvattnar avrinningsområdet har biflödesordning 3, vilket innebär att vattnet flödar genom totalt 3 vattendrag innan det når havet efter 390 kilometer. Avrinningsområdet består mestadels av skog (85 procent). Avrinningsområdet har 0,5 kvadratkilometer vattenytor vilket ger det en sjöprocent på 4,2 procent.